# Emma Gramatica

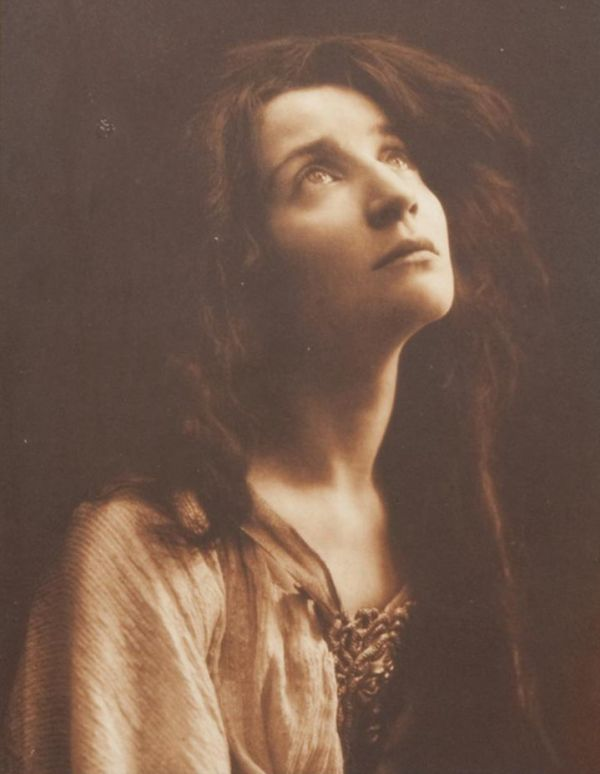
Emma Gramatica 1903, fotograferad av Mario Nunes Vais

Emma Gramatica, född 25 oktober 1874 i Borgo San Donnino (nu Fidenza), död 8 november 1965 i Rom, var en italiensk skådespelare.

## Biografi

### De tidiga åren
Emma Gramatica föddes i likhet med sin äldre syster Irma in i teaterns värld. Fadern Domenico var sufflör och modern Cristina Bradil var teatersömmerska. Redan som barn blev hon genom sina föräldrar bekant med Eleonora Duse, en av dåtidens stora stjärnor. Tillsammans med föräldrarna och systern följde hon under nästan tio år med den teatergrupp som Duse tillhörde. Under den tiden lärde sig Gramatica inte bara skådespelandets grunder genom obetydliga roller under Duses beskydd men det uppdagades också att hon hade en språklig begåvning som gjorde att hon utan någon undervisning lärde sig tala tyska och spanska flytande.
På 1890-talet satsade Gramatica fullt ut på en skådespelarkarriär trots att Duse hade avrått henne från att göra det. Hon skrev 1893 ett kontrakt med teatersällskapet Rosaspina-Montrezza som gav henne betydligt viktigare roller än de som Duse ansett henne vara mogen för. Emellertid gick hon redan efter en säsong till ett annat sällskap där hon hamnade i svårigheter, dels för att de roller hon fick var väldigt annorlunda än de som hon vant sig vid hos Duse, dels för att personkemin mellan henne och sällskapets manliga stjärna Virgilio Talli inte alls fungerade. Efter ett tag uppmanade Talli henne att byta yrke. Det gjorde hon inte. I stället övertog hon 1896 tillsammans med systern Irma Luigi Biagis teaterverksamhet när han detta år drog sig tillbaka från scenen för att undervisa vid Accademia Nazionale di Santa Cecilia i Rom. 
Verksamheten gick inte bra ekonomiskt och 1899 trädde Eleonora Duse åter in i bilden och ordnade tillsammans med Ermete Zacconi roller åt systrarna Grammatica i två pjäser av Gabriele D’Annunzio. Det hjälpte inte upp ekonomin tillräckligt och verksamheten hotades av konkurs men räddades av Zacconi som betalade Biagi-sällskapets största fordringsägare ur egen ficka och övertog ledningen. Därmed hade Zacconi inte råd att förlänga kontraktet med sin främsta kvinnliga skådespelare Emilia Varini. Han ersatte henne omgående med Emma Gramatica som fortfarande var bunden av sitt avtal med Biagi och inte kunde tacka nej till en lön som var betydligt lägre än Varinis.

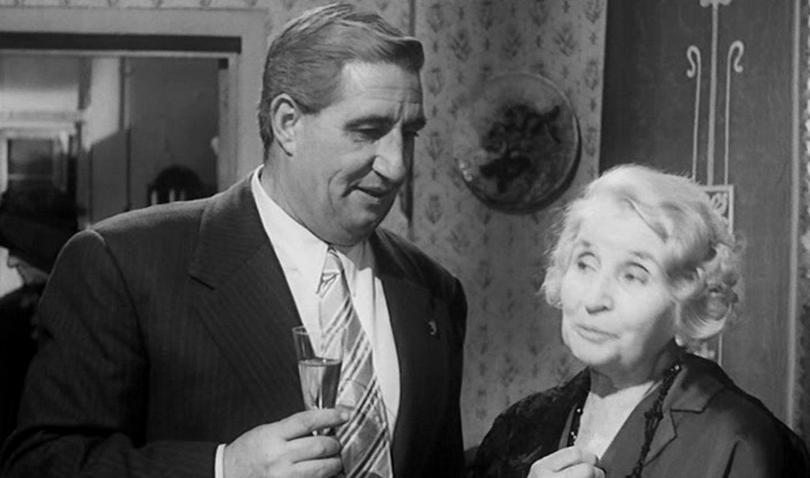
Emma Gramatica med Mario Carotenuto i Giorgio Bianchis film Il mio amico Benito (1962)

### Genombrottet
Under Zacconis ledning kunde Gramatica koncentrera sig på skådespelandet och hon började nu uppmärksammas av publik och kritiker, inte minst för sina prestationer som protagonist i Ibsen-pjäserna Hedda Gabler och Casa di bambola ("Et dukkehjem"). Framgångarna ledde till att Gramatica blev inkallad som ersättare när en av tidens stora stjärnor Tina Di Lorenzo blev gravid 1902 strax innan hennes sällskap skulle sätta upp Edmond Rostands La Samaritana (”La Samaritaine”). Inhoppet blev Gramaticas första verkliga succé. Under de följande åren fram till 1915 var hon fullt sysselsatt i flera olika teatersällskap i vilka hon också blev delägare.
Det var under denna period som hon började sätta upp pjäser med George Bernard Shaw som dittills varit näst intill okänd för den italienska teaterpubliken. Shaw och D’Annunzio blev från denna tid ständigt återkommande i Gramaticas produktioner med en klar övervikt för Shaw, något som hon ibland fick kritik för. Den gick ut på att hennes fysiska litenhet och relativt svaga röst, som varit skälen till att Duse i början avrått henne från teatersatsningen, gjorde henne direkt olämplig för Shaws pjäser. Om hon tog till sig den kritiken är oklart men 1915-24 saknades Shaw helt i Gramaticas repertoar, för att återkomma först 1925.

### Film och TV
Emma Gramatica gjorde 1916 sin första filmroll i Emilio Graziani-Walters film Quando il canto si spegne men det dröjde in på 1930-talet innan hon på allvar började syssla med film. Hennes rolltolkning av en äldre dam i Amleto Palermis komedi La vecchia signora (1932) blev en stor succé som följdes av flera andra under 1930- och 1940-talet, samtidigt som Gramatica fortsatte att medverka i en mängd teaterpjäser. Under 1950-talet började RAI producera tv-inspelningar av en del av dem. En stor del av hennes insatser i karriärens slutskede kunde därefter beskådas i det nya mediet.